# Console de' placiti
Il Console de' placiti è stata una carica consolare della Repubblica di Genova detta anche console delle cause civili, avendo giurisdizione in materia civile.

Vi si alternarono pressoché tutti gli uomini in vista della Genova del XII secolo. La carica venne definitivamente soppressa dopo il 1217 quando la Repubblica di Genova adottò una forma di governo che al vertice aveva Podestà non genovesi nominati annualmente, sebbene tale termine sia stato utilizzato ancora in epoche successive (sino al XIV secolo) nei documenti ufficiali per indicare genericamente i consoli di giustizia.

## Numero
Il numero dei consoli dei placiti fu variabile secondo i tempi e le circostanze. A partire dal 1134 essi furono in numero di otto, tanti quante le "Compagne" in cui era divisa la cittadinanza.

## Sede
La sede in cui i Consoli de' placiti esercitavano la loro attività fu, fino al 1190, nel palazzo dell'arcivescovo, che in cambio riceveva cento soldi annui. 

Per cercare di mantenere separato il governo secolare della città dal potere religioso della curia, nel 1190 venne deciso che i consoli dei placiti avrebbero esercitato, a rotazione, tre mesi in Santa Maria di Castello, tre mesi in San Giorgio, altri tre in San Donato e solo gli ultimi tre nel palazzo arcivescovile.

## Personaggi che hanno ricoperto la carica
- Ugo Iudex, console de' placiti nel 1133[6]
- Ingo della Volta, console de' placiti negli anni 1134, 1139 e 1147
- Enrico Iudex, console de' placiti nel 1138 e nel 1164[6]
- Guglielmo Barca, console de' placiti nel 1137[7]
- Ottone Iudex, console de' placiti nel 1142[6]
- Guglielmo Stancone, console de' placiti negli anni 1149, 1155 e 1157
- Amico Grillo, console de' placiti nel 1157 e nel 1161
- Ido Gontardo, console de' placiti nel 1156;
- Oberto Cancelliere, console de' placiti negli anni 1147, 1149, 1153, 1157, 1160 e 1162
- Ingo della Volta, figlio di Cassizio, console de' placiti 1188 (ucciso)
- Fulcone Spezzapietra console de' placiti nel 1191 e nel 1194.